# Miguel Ramos
Miguel Pedro Caetano Ramos (ur. 26 września 1971 roku w Porto) – portugalski kierowca wyścigowy.

## Kariera
Ramos rozpoczął karierę w międzynarodowych wyścigach samochodowych w 1993 roku od startów w BMW Trophy Portugal, gdzie został sklasyfikowany na piętnastej pozycji w klasyfikacji generalnej. W późniejszych latach Portugalczyk pojawiał się także w stawce Portugese Touring Car Championship, BMW M3 Trophy Portugal, Portugese Racing Championship, Italian Super Touring Car Championship, Hiszpańskiej Formuły 3, Spanish GT Championship, 24-godzinnego wyścigu Le Mans, FIA GT Championship, European Touring Car Championship, Le Mans Endurance Series, Le Mans Series, Italian GT Championship, FIA GT1 World Championship, International GT Open, Copa de España de Super GT oraz Gulf 12 Hours.

## Wyniki w 24h Le Mans
| Rok  | Klasa | Nr | Opony | Samochód                                        | Zespół                 | Partnerzy                           | Okr. | Poz. | Klasa Poz. |
| ---- | ----- | -- | ----- | ----------------------------------------------- | ---------------------- | ----------------------------------- | ---- | ---- | ---------- |
| 2002 | GTS   | 68 | D     | Saleen S7-R Ford 7.0L V8                        | Ray Mallock Ltd. (RML) | Pedro Chaves Gavin Pickering        | 312  | 23   | 5          |
| 2005 | GT1   | 51 | P     | Ferrari 550-GTS Maranello Ferrari F133 5.9L V12 | BMS Scuderia Italia    | Fabrizio Gollin Christian Pescatori | 67   | NU   | NU         |